# 317 (numero)
(Godfrey Harold Hardy, Apologia di un matematico (1940), par. 24)
Trecentodiciassette (317) è il numero naturale dopo il 316 e prima del 318.

## Proprietà matematiche
- È un numero dispari.
- È un numero difettivo.
- È un numero primo, dato che i suoi unici divisori sono 1 e il numero stesso.
  - È un numero primo di Chen.
  - È un numero primo di Eisenstein con parte immaginaria nulla.
  - È un numero primo troncabile sia a destra che a sinistra.
- È un numero strettamente non palindromo.
- È un numero malvagio.
- Può essere espresso sia come somma che come differenza di due quadrati: 317=142+112=1592-1582.
- È parte delle terne pitagoriche (75, 308, 317), (317, 50244, 50245).
- 317 = (-3)3 + 13 + 73.
- È un numero congruente.
- Il numero formato da 317 cifre 1 è un repunit.

## Astronomia
- 317P/WISE è una cometa periodica del sistema solare.
- 317 Roxane è un asteroide della fascia principale del sistema solare.

## Astronautica
- Cosmos 317 è un satellite artificiale russo.

## Altri ambiti
- LM317 è uno dei più diffusi circuiti regolatori di tensione.